# Vibrocultivador

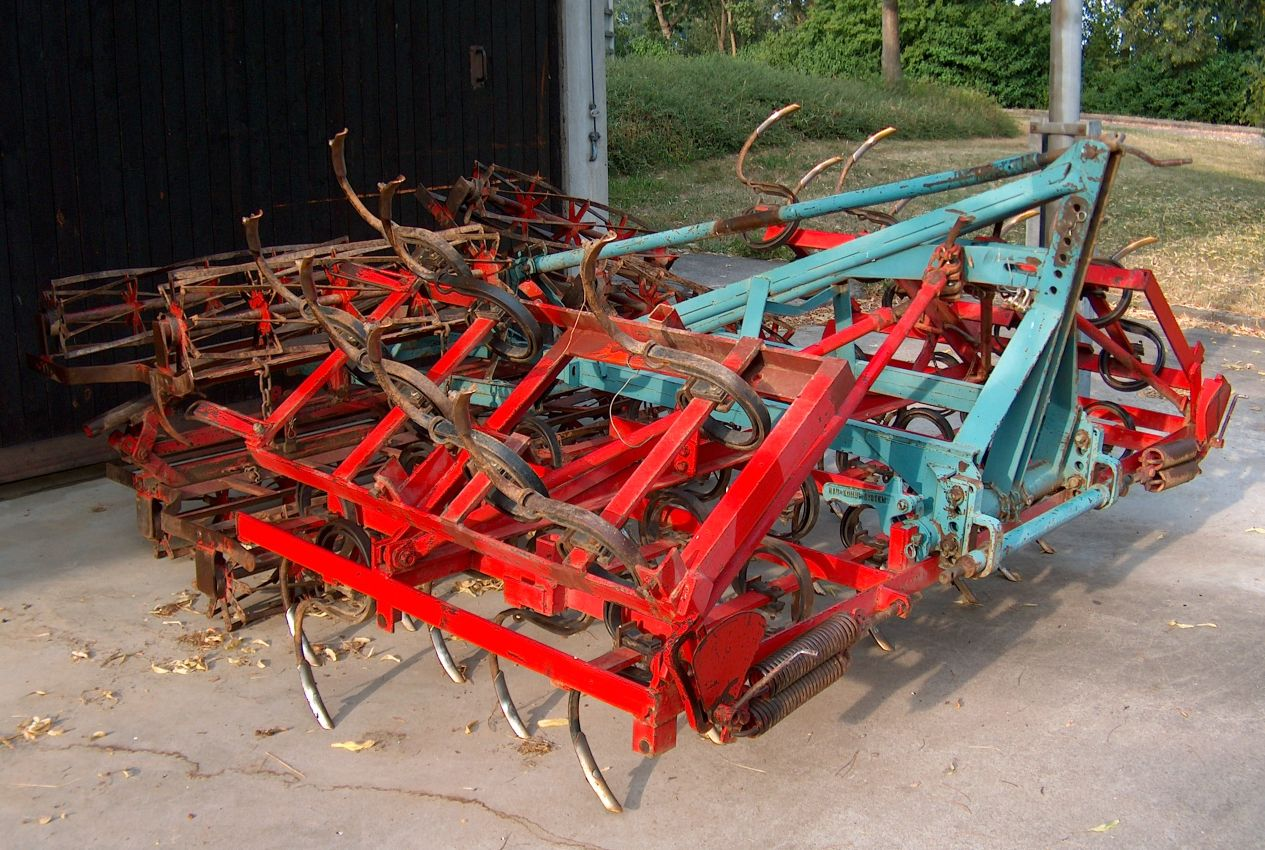
Vibrocultivador para enganche de tres puntos. En primer plano, parte plegada para su transporte, que permite apreciar los brazos flexibles con sus pequeñas rejas.

El vibrocultivador es una máquina agrícola que realiza una labranza vertical superficial mediante dientes vibratorios, consistente principalmente en el desmenuzamiento de terrones del suelo, su nivelación después de una labranza primaria y eliminación de malezas si las hay. Al igual que el arado cincel realiza una labranza vertical, pero a mucha menor profundidad que como máximo se halla entre 12 a 15 cm. Con la grada o rastra de dientes se distingue por sus dientes vibratorios en lugar de los rígidos de aquella.

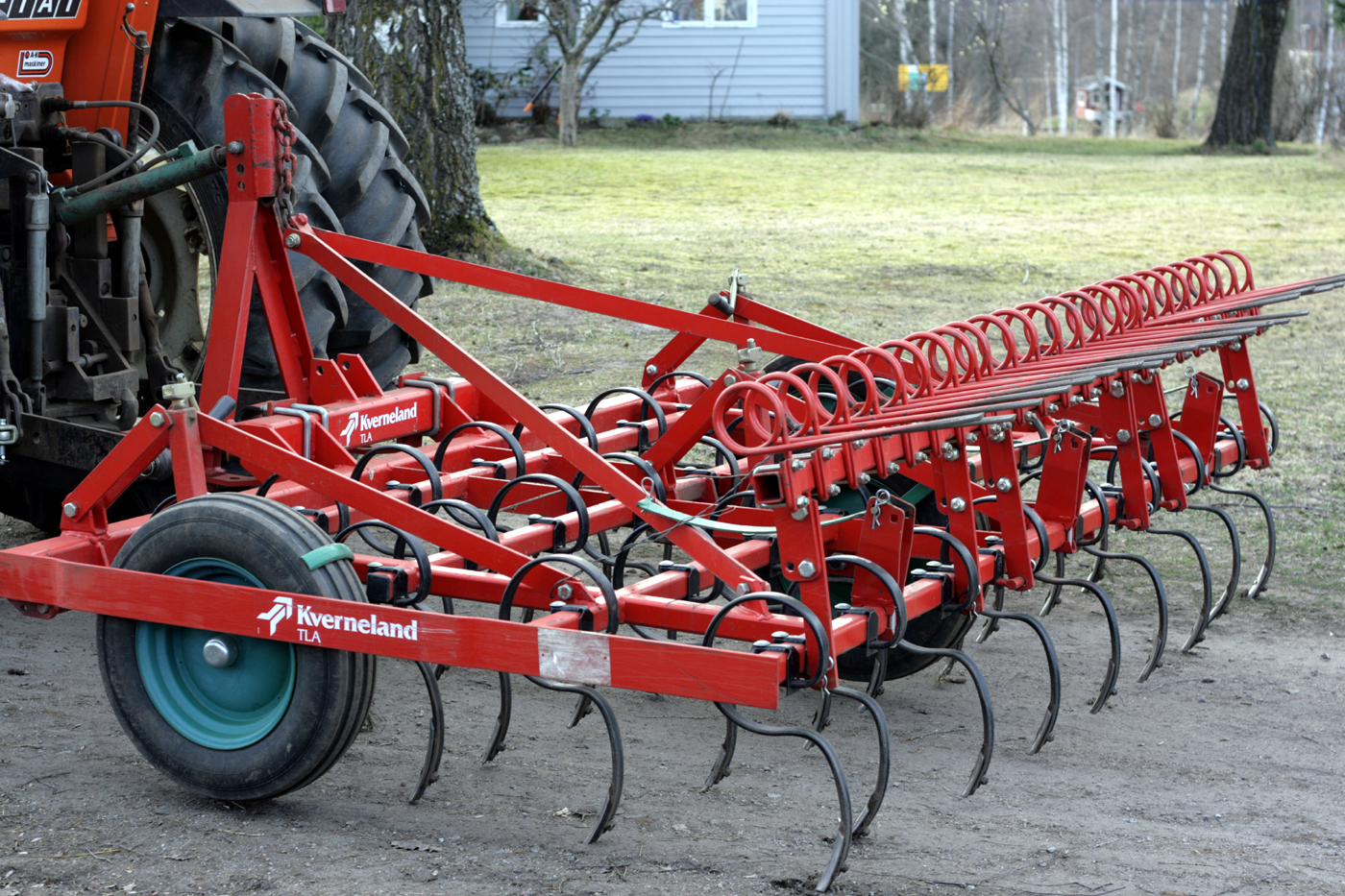
Vibrocultivador. Tiene atrás una fila de dientes flexibles (“peine”) en posición levantada.

Los dientes vibratorios se hallan compuestos por un brazo flexible en forma de S y una reja angosta (no más de 3-4 cm) y alargada. Al trabajar, los brazos flexibles vibran en todas direcciones, ayudando al desmenuzamiento del suelo. Por ello, son especialmente útiles en suelos frágiles. La vibración también ayuda a entremezclar agroquímicos preemergentes con el suelo, otro uso que se le da a esta máquina.
Los dientes se hallan montados sobre bastidores. Por lo general se puede regular la profundidad de trabajo modificando el ángulo de inclinación de los dientes.
Un antecesor del vibrocultivador es la rastra de dientes flexibles, rastra canadiense o cultivadora de praderas. En ésta, el órgano activo es una lámina de acero de unos 5 cm de ancho, en forma de C muy cerrada o espiral, elástica y flexible sólo en el sentido de su marcha.
Los vibrocultivadores vienen en anchos de trabajo de 2,5 a 11 m. Requieren una potencia de 18 a 22 CV por metros de ancho de trabajo (13-16 kW/m).